# لاري بروبست
لاري بروبست (بالإنجليزية: Larry Probst)‏ هو رئيس مجلس الإدارة والرئيس السابق وكبير الإداريين التنفيذيين السابق لشركة إلكترونيك آرتس وقد خلفه جون ريكيتيلو يوم 2 أبريل 2007. وفي 2 أكتوبر 2008، تم تعيين بروبست رئيسا جديدا للجنة الأولمبية الأمريكية.

## المسيرة المهنية
دخل لاري إلى عالم صناعة ألعاب الفيديو من خلال شركة أكتيفجن في عام 1982. في 1984 انضم إلى إلكترونيك آرتس وشغل منصب نائب رئيس المبيعات. عندما استقال جون ريكيتيلو في 2004 تولى لاري بروبست واجباته. بعد ذلك في 2007 تمت إعادة تعيين جون ريكيتيلو في منصب كبير الإداريين التنفيذيين، احتفظ بروبست بواجباته غير التشغيلية كرئيس مجلس الإدارة. لاري بروبست حاصل على درجة البكالوريوس في إدارة الأعمال من جامعة ولاية ديلاوير.

### مناصبه في إلكترونيك آرتس
- الرئيس (1991-1998)
- كبير الإداريين التنفيذيين (1991-2007)
- رئيس مجلس الإدارة (1994-الوقت الحالي)

## روابط خارجية
- لاري بروبست على موقع اللجنة الأولمبية الدولية (الإنجليزية)
- لاري بروبست على موقع أوليمبيديا (الإنجليزية)